# Ferrata torrente Sallagoni
La ferrata torrente Sallagoni è una delle vie ferrate della provincia autonoma di Trento lungo la valle dei Laghi.

## Descrizione della via

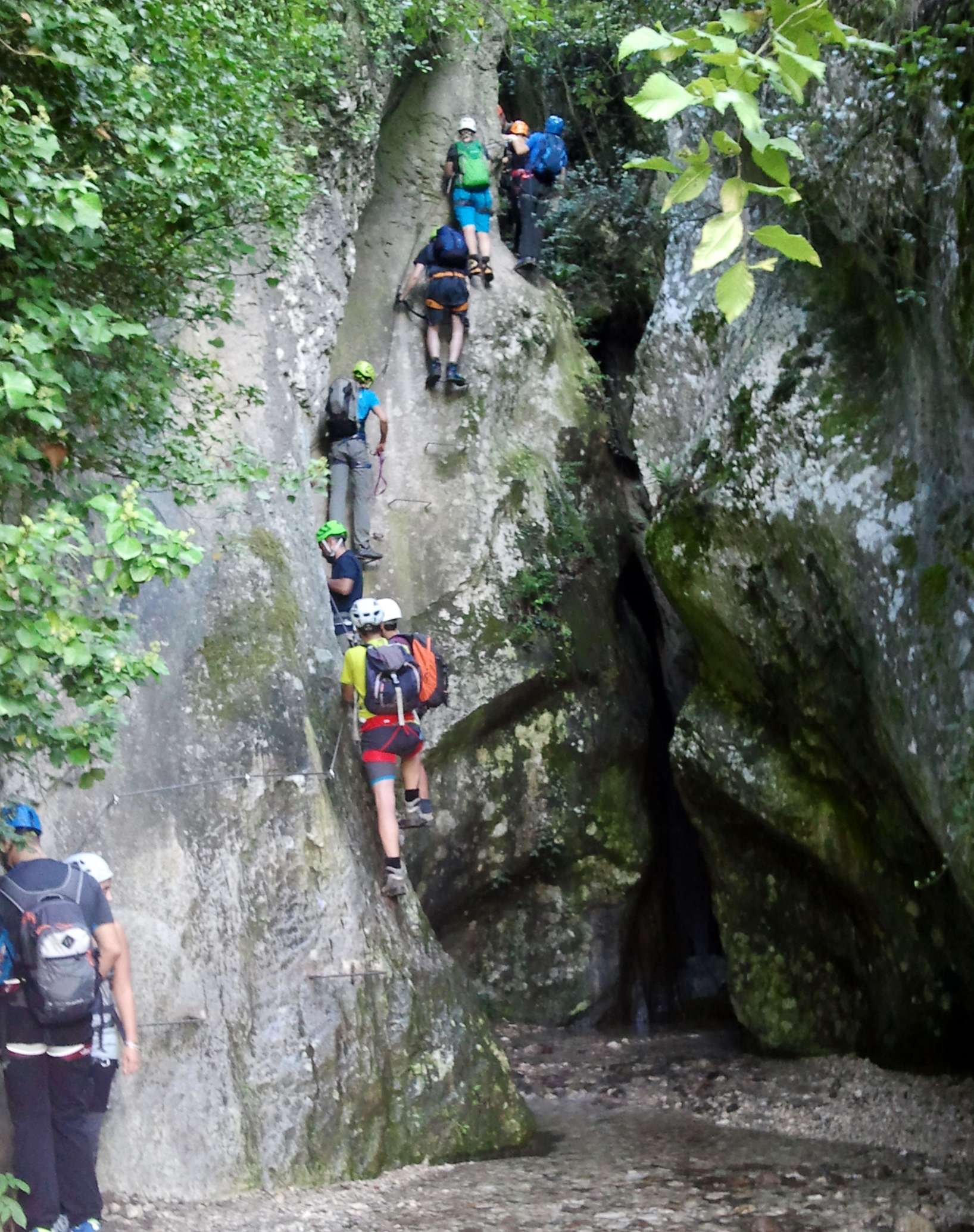
Inizio della prima parte della ferrata

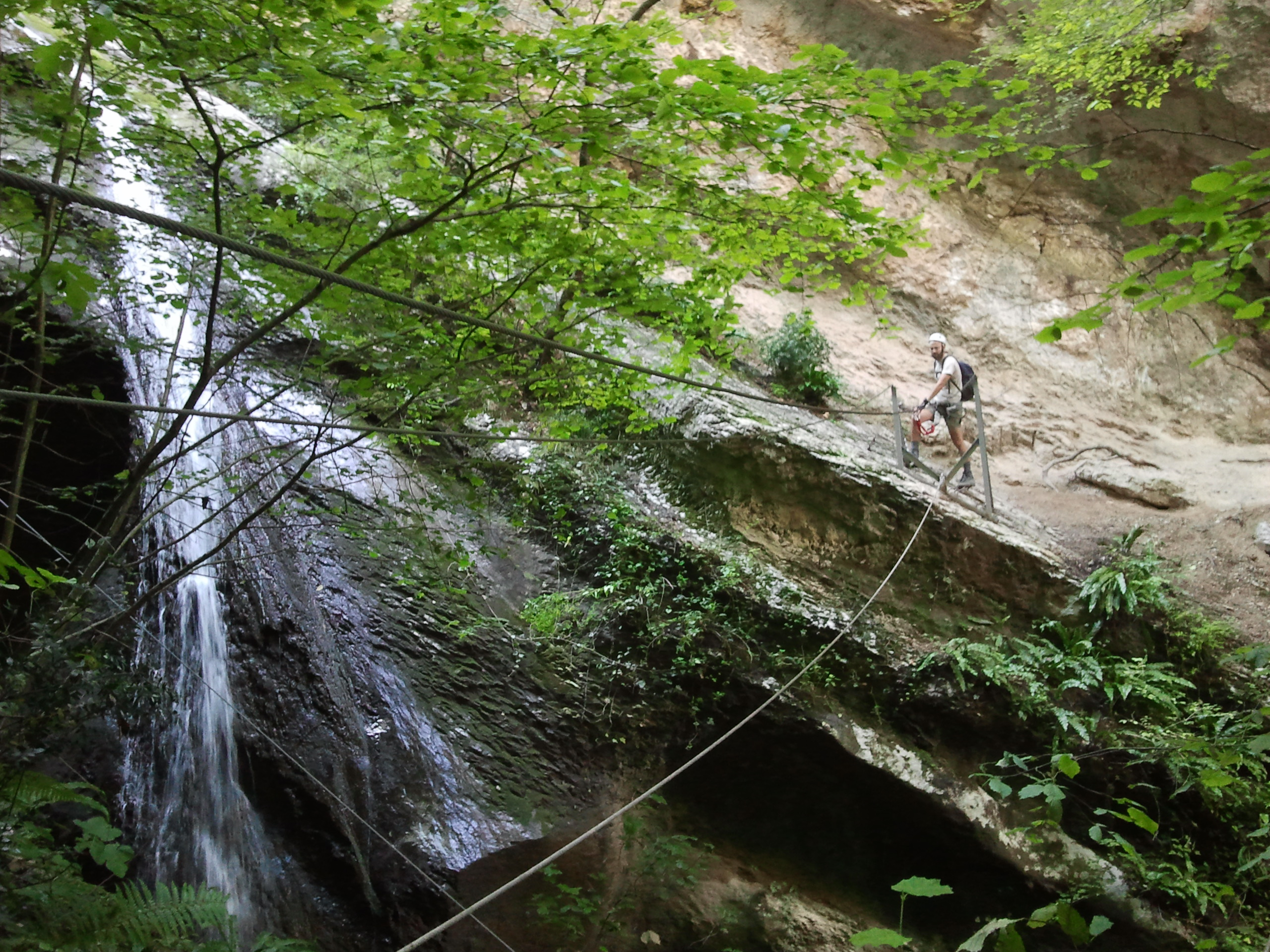
Il secondo ponte tibetano

Per poterraggiungere l'attacco della via, esistono due possibilità:
- dal casello autostradale di Rovereto, proseguire per Mori, Arco ed infine prima di arrivare a Trento, si raggiunge Dro e quindi Drena;
- da Trento, si sale fino al Bus de Vela di Cadine e si prosegue fino a Vezzano, da dove si svolta verso destra nella direzione di Cavedine e quindri Drena.

In entrambi i casi bisogna parcheggiare al campetto di tamburello dove c'è un parcheggio in mezzo agli ulivi.
Lasciata lì la macchina, ci si incammina sempre in mezzo agli ulivi e poi si prosegue scendendo a destra per arrivare in 5 minuti all'attacco della ferrata del torrente Sallagoni. Inizialmente la via si appoggia sulla parete nord che avanza grazie a gradoni di ferro; dopo questo inizio, arriva una delle parti maggiormente impegnative dato che ci si trova esposti rispetto ai gradoni in ferro. Più facilmente si prosegue ora sulla parete sud, che conduce verso cascate e altri canyon. Dopodiche, si prosegue lungo la parte nord del torrente fino a giungere al primo ponte tibetano, lungo circa 20 metri. Si prosegue sul lato sud che presenta ancora alcuni gradoni di ferro e alcuni passaggi facili da superare. Verso la fine della prima parte si arriva in una radura dove si possono notare alcune tracce di una vecchia via ferrata. La via prosegue inizialmente con una salita molto scivolosa, ma conduce ad un secondo ponte tibetano, lungo ora circa 6 metri. Da qui, passando per il ponticello di legno termina la prima parte che può condurre a Drena o in alternativa a una forra naturale che si va a descrivere qui di seguito.
La seconda parte del percorso, dopo essere passati per il monumento ai Caduti di Nāṣiriya, diviene interessante dati i diversi passaggi in uno stretto canyon dove bisogna prestare attenzione a non toccare l'acqua; non sempre è possibile e quindi a volte alcuni gradoni in ferro sono impiantati nella roccia. Da una via ferrata si passa quindi al canyoning. Dopo diverse curve, risalite e salti, si capisce quando si sta arrivando alla fine, ovvero quando le pareti della forra iniziano ad abbassarsi. Da qui la via è finita e in poco tempo si giunge al castello di Drena, visitabile a pagamento.
Per il ritorno, si segue la strada provinciale che già al primo tornante offre il primo taglio e così a seguire.